# Belloc-Saint-Clamens
Belloc-Saint-Clamens är en kommun i departementet Gers i regionen Occitanien i sydvästra Frankrike. Kommunen ligger i kantonen Mirande som tillhör arrondissementet Mirande. År 2022 hade Belloc-Saint-Clamens 137 invånare.

## Befolkningsutveckling
Antalet invånare i kommunen Belloc-Saint-Clamens
Referens:INSEE